# Slaget om Midway (film)
Slaget om Midway (engelska: Midway) är en amerikansk krigsfilm från 1976 i regi av Jack Smight.

## Handling
Filmen är en dramatisering av slaget vid Midway i juni 1942, vilket ses som en vändpunkt i stillahavskriget.

## Rollista i urval
| Charlton Heston | – kapten Matt Garth                 |
| Henry Fonda     | – amiral Chester W. Nimitz          |
| James Coburn    | – kapten Vinton Maddox              |
| Glenn Ford      | – konteramiral Raymond A. Spruance  |
| Hal Holbrook    | – kommendör Joseph Rochefort        |
| Toshiro Mifune  | – amiral Isoroku Yamamoto           |
| Robert Mitchum  | – amiral William Halsey, Jr.        |
| Cliff Robertson | – kommendör Carl Jessop             |
| Robert Wagner   | – kommendörlöjtnant Ernest L. Blake |
| Robert Webber   | – konteramiral Frank Jack Fletcher  |
| Gregory Walcott | – kapten Elliott Buckmaster         |
| Pat Morita      | – konteramiral Ryūnosuke Kusaka     |
| James Shigeta   | – viceamiral Chuichi Nagumo         |
| Steve Kanaly    | – örlogskapten Lance E. Massey      |
| John Fujioka    | – konteramiral Yamaguchi Tamon      |
| Conrad Yama     | – viceamiral Nobutake Kondō         |